# Talat Özkarslı
Talat Özkarslı (* 21. März 1938 in Gaziantep; † 10. Juni 2020 ebenda) war ein  türkischer Fußballspieler. Durch seine langjährige Tätigkeit für Galatasaray Istanbul wird er sehr stark mit diesem Verein assoziiert. Auf Fan- und Vereinsseiten wird er als einer der bedeutendsten Spieler der Klubgeschichte aufgefasst. Nach dem Weggang der Galatasaray-Legende Metin Oktay übernahm er die Kapitänsbinde und trug sie bis zu seinem Abschied. Ferner wird er, aufgrund seiner Tätigkeit als Spieler und später als Funktionär, als wichtige Persönlichkeit des Vereins Gaziantepspor angesehen. Zu seiner Spielerzeit wurde er von Fans, Fachpresse und Teamkollegen als Koçero bzw. Koçero Talat bezeichnet.

## Spielerkarriere

### Verein
Özkarslı begann mit dem Fußballspielen auf der Straße und spielte erstmals als Amateurfußballer bei Şehreküstü SK. 1960 wechselte er zum Erstligisten Göztepe Izmir und setzte sich schnell als Stammspieler durch. Hier wurde der legendäre Trainer Galatasaray Istanbuls, Gündüz Kılıç, auf ihn aufmerksam und sorgte dafür, dass ihn sein Verein verpflichtete. Bei Galatasaray etablierte er sich sofort als Stammspieler und wurde durch die errungenen Erfolge zu einer Spielerlegende.
1971 verließ er Galatasaray und wechselte zu dem Drittligaverein seiner Heimatstadt, zu Gaziantepspor. Bei dem relativ neu gegründeten Verein half er mit, den Verein zu einer Institution im türkischen Fußball zu machen. Bereits in seiner ersten Saison für Gaziantepspor stieg man als Meister der TFF 2. Lig in die TFF 1. Lig auf. Bei Gaziantepspor spielte er bis zum Sommer 1974 und beendete anschließend seine aktive Spielerlaufbahn.

### Nationalmannschaft
Özkarslı spielte insgesamt 26 Mal für die Türkei. Zudem spielte er fünfmal für die türkische U21-Auswahl und zweimal für die zweite Auswahl der Türkei.
1965 nahm er mit der Türkei am ECO-Cup teil und belegte den zweiten Platz. 1967 nahm er mit der Türkei erneut teil und gewann diesen Cup.

## Trainerkarriere
Zum Ende der Zweitligasaison 1982/83 übernahm er interimsweise für acht Begegnungen Gaziantepspor.

## Erfolge

### Als Spieler
- Gaziantepspor:
  - Meister der TFF 2. Lig und Aufstieg in die TFF 1. Lig: 1971/1972
- Galatasaray Istanbul:
  - Türkischer Meister (4): 1961/62, 1962/63, 1968/69, 1970/71
  - Türkischer Pokalsieger (5): 1963, 1964, 1965, 1966, 1966
  - Türkischer Supercup (2): 1966, 1969
  - TSYD Kupası (4): 1963/64, 1966/67, 1967/68, 1970/71
- Türkische Nationalmannschaft:
  - ECO-Cup (1): 1967
    - Zweiter beim ECO-Cup (1): 1965

## Trivia
- Galatasaray Istanbul organisiert seit der Eröffnung des neuen Stadions Türk Telekom Arena, unter der Schirmherrschaft des Hauptsponsors Türk Telekom, vor jedem Heimspiel eine Danksagung für seine ehemaligen legendären Spieler. So wurde am 10. März 2013 im Rahmen der Ligabegegnung gegen Antalyaspor Özkarslı eine Dankesplakette für seine langjährigen Dienste und Erfolge überreicht.[1]